# Hồ Manych-Gudilo
Hồ Manych-Gudilo (tiếng Nga: Маныч-Гудило) là một hồ chứa nước mặn lớn ở Kalmykia, Nga. Một phần của hồ cũng nằm ở Rostov Oblast và Stavropol Krai. Nó có diện tích khoảng 344 km² và chiều sâu trung bình chỉ khoảng 0,6 m.
Hồ Manych-Gudilo là nguồn của sông Tây Manych, chảy về phía tây bắc, thông qua một số hồ chứa nước, rơi vào Don thấp hơn một khoảng cách ngắn thượng nguồn từ Rostov-on-Don và của Don rơi vào biển Azov.
Nhiệt độ ở các khu vực thông qua các năm có thể dao động từ -30 °C vào mùa đông đến 40 °C vào mùa hè. Khu vực này cũng là nơi có nhiều loài chim và là địa điểm của dự trữ sinh quyển Chernye Zemli.